# 27997 Bandos
27997 Bandos este un asteroid din centura principală de asteroizi.

## Descriere
27997 Bandos este un asteroid din centura principală de asteroizi. A fost descoperit pe 23 noiembrie 1997 la Chichibu de Naoto Satō. Asteroidul prezintă o orbită caracterizată de o semiaxă mare de 2,38 ua, o excentricitate de 0,15 și o înclinație de 0,8° în raport cu ecliptica.